# Le Rêve (Rousseau)
Pour les articles homonymes, voir Le Rêve.
Le Rêve est un tableau du Douanier Rousseau peint en 1910. Il est actuellement conservé au Museum of Modern Art de New York.

## Sujet et description du tableau
Le peintre représente une jeune femme nue, Yadwiga, ancienne amie polonaise de Rousseau, allongée — un classique dans toute l'histoire de l'art — sur un canapé rouge, encerclée de fleurs de lotus géantes. Elle est tournée vers la droite (vers sa gauche), le bras tendu et la main gauche ouverte, écoutant, en pleine jungle, la flûte d'un charmeur. 
Plusieurs animaux sauvages l'entourent : des oiseaux et des singes, un éléphant, un lion et une lionne, ainsi qu'un serpent orangé. Outre les fleurs de lotus, la nature comprend également de nombreux arbres et fleurs.

## Historique
Cette toile est l'une des dernières peintes par le Douanier Rousseau, qui meurt le 2 septembre 1910. Elle est la plus grande de sa série consacrée à la jungle, s'inspirant comme de coutume du Museum d'histoire naturelle de Paris et de son Jardin des Plantes.
Le tableau est directement acheté à Henri Rousseau par le marchand d'art Ambroise Vollard en février 1910, avant d'être vendu par les galeries Knoedler, à New York, au collectionneur Sidney Janis en janvier 1934. Ce dernier la revend à Nelson A. Rockefeller en 1954, qui l'offre au Musée d'art moderne de la ville, lors du vingt-cinquième anniversaire du lieu.

## Analyse et interprétations de l’œuvre
Henri Rousseau a écrit un poème spécifique, intitulé Inscription pour Le Rêve, en marge de cette peinture, afin d'en expliquer le sens.

« Yadwigha dans un beau rêve

S'étant endormie doucement,

Entendait les sons d'une musette

Dont jouait un charmeur bien pensant. 

Pendant que la lune reflète

Sur les fleuves [or fleurs], les arbres verdoyants,

Les fauves serpents prêtent l'oreille

Aux airs gais de l'instrument. »